# USS Scorpion (SSN-589)
USS Scorpion (SSN-589) byla útočná jaderná ponorka amerického námořnictva třídy Skipjack. Sloužila v letech 1960–1968. Dne 22. května 1968 byla ponorka zničena při nehodě, jejíž příčiny nebyly dodnes objasněny. Všech 99 mužů na palubě přitom zahynulo. Scorpion je jedna ze dvou jaderných ponorek, které americké námořnictvo ztratilo při havárii – druhou byl USS Thresher (SSN-593).

## Stavba

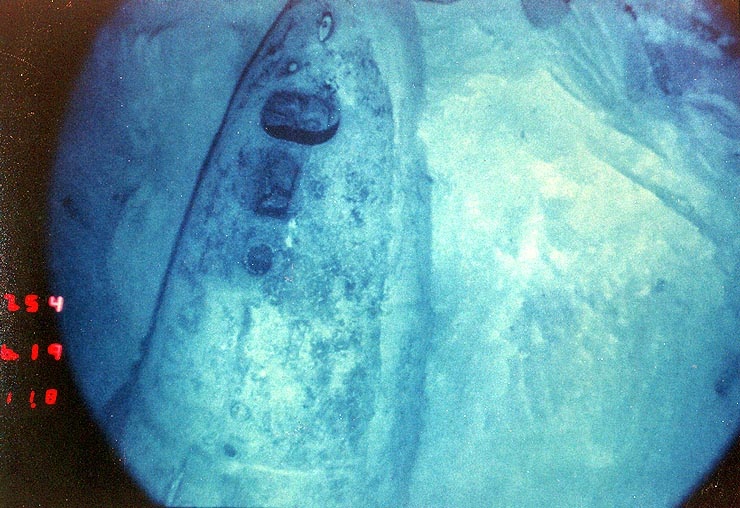
Příď USS Scorpion vyfotografovaná roku 1986 na mořském dně

Stavba ponorky byla zahájena roku 1958, roku 1959 byla spuštěna na vodu. Uvedena do služby byla 29. července 1960.

## Ztráta
V závěru října 1968 průzkumná loď Mizar lokalizovala části trupu USS Scorpion zhruba 740 km jihozápadně od portugalských Azor ve více než tříkilometrové hloubce. Při pátrání po vraku byla s úspěchem využita tzv. bayesovská statistika, pojmenovaná po anglickém statistikovi a duchovním Thomasu Bayesovi.